# 長谷川達也
長谷川 達也（はせがわ たつや、1977年1月27日 - ）は千葉県出身の日本のダンサー、演出家。ダンス・カンパニーDAZZLE（ダズル）を主宰。血液型はAB型。SMAP、V6、Mr.Children、ケツメイシ、TRF、藤木直人などの、TV・ライブの出演・振付や、アーティストPV、CMなどの映像作品や舞台への参加もおこなっている。2013年東京国際フォーラムで開催された舞台『ASTERISK』では総合演出、主演を務めた。

## 受賞歴
- Legend Tokyo優勝[1]（エンターテイメント振付の日本一を決めるコンテスト）
- 舞台作品コンペティション『TheatriKA'l - KAAT STREET DANCE FESTIVAL -』優勝[2]
- ストリートダンスコンテスト『JAPAN DANCE DELIGHT』vol.8 準優勝[3]
- アジア最大の広告祭「ADFEST 2010」（第13回アジア太平洋国際広告祭） - 「Recycle Dance」（Sony Recycle Project JEANSのwebムービー（振付を担当）） アウトドア、ダイレクト、デザインのそれぞれ3部門で4つの銀賞[4]
- GREEN FESTA 2009にて舞台作品「花ト囮」グリーンフェスタ賞[5]
- 若手演出家コンクール（主催 - 日本演出者協会）優秀賞を受賞[6]

## 個人での活動
- BLUE VOL.05 ～めぐる～公式HP第一部　重力の枷　監修、脚本、出演
- 夏木マリ印象派NÉO vol.3『不思議の国の白雪姫』　公式HP振付の1人として参加